# Angelika Kaufmann
Angelika Kaufmann (* 9. März 1935 in Sankt Ruprecht bei Villach) ist eine österreichische Illustratorin von Kinderbüchern, Anthologien und Lesebüchern. Sie lebt in Wien und in Warnungs, Gemeinde Vitis im Waldviertel (Niederösterreich).

## Biographie
Die in Sankt Ruprecht bei Villach geborene Angelika Kaufmann besuchte in Wien die Hochschule für angewandte Kunst – Fachrichtung Gebrauchs- und Illustrationsgrafik und schloss 1958 mit einem Diplom ab.
Seit 1963 stellt sie – allein und in Beteiligung mit Anderen – in Österreich, im europäischen Ausland, aber auch in Republik China und Japan aus. 1970 begann sie mit der Illustration von Kinderbüchern und Anthologien und zählt zu Österreichs renommiertesten Künstlerinnen in diesem Bereich.
Angelika Kaufmann ist Mitglied der Secession in Wien, des Kunstvereins Kärnten, der Grazer Autorinnen Autorenversammlung und der Intakt.

## Auszeichnungen und Stipendien
- 1964/1965: Stipendium an der Akademie der Schönen Künste Krakau
- 1971: Die schönsten Bücher Österreichs
- 1971: Illustrationspreis der Stadt Wien
- 1973: Goldene Plakette der BIB Bratislava
- 1973: Illustrationspreis der Stadt Wien
- 1975: Illustrationspreis der Stadt Wien
- 1976: Certificate of Honor zum Hans Christian Andersen-Preis
- 1981: Illustrationspreis der Stadt Wien
- 1988: Certificate of Honor zum Hans Christian Andersen-Preis
- 2004: Österreichischer Würdigungspreis für Kinder- und Jugendliteratur
- 2005: Kröte des Monats Juni für Ein Pferd erzählt
- 2018: Kulturpreis der Stadt Villach[3]

## Werke (Auswahl)
- Und wer bist du?, Verlag Bibliothek der Provinz, Weitra 2019, ISBN 978-3-99028-835-1
- Gudrun Pausewang: König Midas mit den Eselsohren. Bibliothek der Provinz, Weitra 2015, ISBN 978-3-99028-504-6
- Friederike Mayröcker: Sneke, Bibliothek der Provinz, Weitra 2011, ISBN 978-3-902416-36-0
- Antonie Schneider: Rosalinas Buch vom Glück, Bibliothek der Provinz, Weitra 2010, ISBN 978-3-85252-503-7
- Friederike Mayröcker Jimi. Insel Verlag, 2009
- Julian Schutting: Roberts Donauschlepper, Bibliothek der Provinz, Weitra 2009, ISBN 978-3-85252-851-9
- Gerda Anger-Schmidt: Wenn ich einmal groß bin, sagt das Kind, Bibliothek der Provinz, Weitra 2007, ISBN 978-3-85252-785-7
- Arbeiten auf und mit Papier, edition Splitter 2007
- Der Mond, Bibliothek der Provinz, Weitra 2005, ISBN 978-3-85252-677-5
- Ich und du, du und ich, Bibliothek der Provinz, Weitra 2004, ISBN 3-85252-570-5
- mit Kurt Wölfflin: Die Nachtigall. Bibliothek der Provinz, Weitra 2003, ISBN 3-85252-540-3
- Käthe Recheis: Schwesterchen Rabe, Bibliothek der Provinz, Weitra 2003, ISBN 3-85252-523-3
- Käthe Recheis: Unser großer schöner Garten, Bibliothek der Provinz, Weitra 2002, ISBN 3-85252-425-3
- Doris Mühringer: Auf der Wiese liegend, Bibliothek der Provinz, Weitra 2000, ISBN 3-85252-367-2
- Käthe Recheis: Tommi und die Burggespenster, Bibliothek der Provinz, Weitra 2000, ISBN 3-85252-318-4
- Anna, Bibliothek der Provinz, Weitra 1999, ISBN 3-85252-288-9
- Das einsame Schaf, Bibliothek der Provinz, Weitra 1999, ISBN 3-85252-260-9
- Das fremde Kind N., Bibliothek der Provinz, Weitra 1999, ISBN 3-85252-326-5
- Cäcilie, Bibliothek der Provinz, Weitra 1998, ISBN 3-85252-175-0
- Marie-Luise Angerer: A slip in the alphabeth – Installationen, Objekte, Arbeiten auf Papier – 1990 – 1998, Verlag Ed. Splitter, Wien
- Sylvia Kummer: + 7 : 17, Blattwerk, Linz – Wien, 1997 ISBN 3-901445-18-8
- Fritz Lichtenauer: Ali auf der Alm, Bibliothek der Provinz, Weitra 1995, ISBN 3-85252-070-3
- Fritz Lichtenauer: Sebastians Bösendorfer, Bibliothek der Provinz, Weitra 1994, ISBN 3-85252-021-5
- Textile Objekte – Installationen: Arbeiten auf Papier – 1980 – 1988, Eva & Co, Graz
- Epitaph für S. – Installationen, Selbstverlag, Wien 1992
- Das unsichtbare Kind und andere Geschichten quer durch die Welt, Österreichischer Bundesverlag, Wien, 1981
- Verzauberte Geschöpfe, Verlag der Neugebauer Press, Bad Goisern, 1972, ISBN 3-85195-039-9
- Ein Pferd erzählt, Verlag der Neugebauer Press, Bad Goisern 1971. ISBN 3-85252-266-8
- Arbeiten 1980 – 1983, Galerie in der Wiener Secession, Wien, 1983

Illustratorin
- Brigitte Peter: Lollobien, Verlag Jungbrunnen, Wien 1973
- Ernst Höller, Klemens Zens: Aus vergangenen Tagen – Bilder aus dem alten Wien. Österreichischer Bundesverlag, Wien 1975
- Friederike Mayröcker: Sinclair Sofokles, der Baby-Saurier, Jugend & Volk, Wien 1971
- Hans Domenego, Hilde Leiter: Das Buch vom Winter, Jugend & Volk, 1984
- Minna Lachs: Was raschelt da im Bauernhof? Jugend & Volk, 1987
- Mira Lobe: Der Apfelbaum. Jugend & Volk, Wien 1982